# South Mansfield
South Mansfield es una villa ubicada en la parroquia de De Soto en el estado estadounidense de Luisiana. En el Censo de 2010 tenía una población de 346 habitantes y una densidad poblacional de 190,57 personas por km².

## Geografía
South Mansfield se encuentra ubicada en las coordenadas 32°0′58″N 93°43′12″O / 32.01611, -93.72000. Según la Oficina del Censo de los Estados Unidos, South Mansfield tiene una superficie total de 1.82 km², de la cual 1.76 km² corresponden a tierra firme y (3.14%) 0.06 km² es agua.

## Demografía
Según el censo de 2010, había 346 personas residiendo en South Mansfield. La densidad de población era de 190,57 hab./km². De los 346 habitantes, South Mansfield estaba compuesto por el 21.39% blancos, el 75.72% eran afroamericanos, el 0% eran amerindios, el 0% eran asiáticos, el 0% eran isleños del Pacífico, el 0.29% eran de otras razas y el 2.6% pertenecían a dos o más razas. Del total de la población el 1.45% eran hispanos o latinos de cualquier raza.